# Jerónimo Gómez Mattar
Jerónimo Gómez Mattar (Rosario, 7 de agosto de 2008) es un futbolista argentino. Juega como mediocampista y su equipo actual es el Club Atlético Newell's Old Boys, de la Primera División de Argentina.

## Trayectoria

### Inicios
A los 4 años comenzó en la escuelita Malvinas en las Instalaciones del Club Atlético Newell's Old Boys dónde jugaba de enganche. Cuando llegó a las divisiones inferiores de Newell's comenzó a jugar de 5, luego un entrenador lo empezó a poner de interno derecho y desde entonces sigue en la misma posición.

### Newell's
En septiembre de 2024, el joven futbolista a los 16 años firmó su primer contrato con Newell's old boys, en una jornada que marcó el inicio de su carrera profesional.
El debut oficial de Gómez Mattar en la primera de Newell's tuvo lugar el 14 de julio de 2025, en el marco del Campeonato de Primera División 2025, con victoria 2-1 frente a Independiente Rivadavia.

## Selección nacional

### Sub-17
En marzo de 2025 fue convocado por Diego Placente a la selección de fútbol sub-17 de Argentina para disputar el Campeonato Sudamericano de Fútbol Sub-17 de 2025.

## Estadísticas

### Clubes
Actualizado al último partido disputado el 17 de agosto de 2025.
| Club                | Div.                | Temporada           | Liga | Liga | Copa Nacional | Copa Nacional | Copa Internacional | Copa Internacional | Total | Total |
| Club                | Div.                | Temporada           | PJ   | G    | PJ            | G             | PJ                 | G                  | PJ    | G     |
| ------------------- | ------------------- | ------------------- | ---- | ---- | ------------- | ------------- | ------------------ | ------------------ | ----- | ----- |
| Newell's Argentina  |                     |                     |      |      |               |               |                    |                    |       |       |
| 1.ª                 | 2025                | 2                   | 0    | 0    | 0             | -             | -                  | 2                  | 0     |       |
| Total               | Total               | 2                   | 0    | 0    | 0             | -             | -                  | 2                  | 0     |       |
| Total en su carrera | Total en su carrera | Total en su carrera | 2    | 0    | 0             | 0             | -                  | -                  | 2     | 0     |